# HTTP/2
HTTP/2 (początkowo HTTP/2.0) – rozwinięcie protokołu HTTP używanego w sieci WWW ustandaryzowane w maju 2015 roku . Zostało oparte na bazie eksperymentalnego protokołu SPDY, stworzonego przez firmę Google. 
Zgodnie z danymi firmy W3Techs w sierpniu 2022 (7 lat od standaryzacji) 44,3% serwerów obsługujących najpopularniejsze witryny www wspierało HTTP/2. Jednocześnie wsparcie dla protokołu było dostępne w 97% przeglądarek używanych przez czytelników stron WWW.

## Proces powstania
Zaakceptowany w 2015 HTTP/2 był pierwszą, nową wersją HTTP od ustandaryzowanej w RFC 2068 ↓ w 1997 – 18 lat wcześniej – wersji 1.1.
W 2009 roku Google ogłosił prace nad nowym protokołem mającym ulepszyć HTTP, a w 2010 upublicznił go jako SPDY. Gdy IETF na początku 2012 ogłosiło rozpoczęcie prac nad następcą HTTP, Google przedstawił protokół jako kandydata obok zgłoszonego przez Microsoft protokołu HTTP Speed+Mobility, także częściowo opartego na SPDY. Przy wsparciu Facebooka opublikowana w listopadzie 2012 roku specyfikacja SPDY stała się pierwszym szkicem nowego protokołu. 
Nad specyfikacją pracowała HTTP Working Group (określaną także httpbis). Zarys specyfikacji protokołu został przedstawiony pod dyskusję na forum IESG w grudniu 2014. IESG zaaprobowało publikację opisu jako propozycji w lutym 2015. Specyfikacja HTTP/2 uzyskała oficjalny status jako RFC 7540 ↓ w maju 2015, w ciągu pół roku od rozpoczęcia prac .
Proces standaryzacyjny był wspierany przez producentów przeglądarek: Chrome, Firefoksa, Internet Explorer 11, Edge, Opera, Safari i Silk. Większość popularnych przeglądarek zaimplementowała obsługę protokołu jeszcze w 2015, Firefox od 1 grudnia 2014 r. od wersji 34.